# Émilie Oberkampf
Pour les articles homonymes, voir Oberkampf, Mallet et Famille Mallet.
Émilie Laure Oberkampf, née à Jouy-en-Josas le 28 mai 1794 et morte à Cauterets le 11 septembre 1856, est une philanthrope française. Elle est connue pour son action en faveur des écoles maternelles en France. 

## Biographie
Fille de l'industriel Christophe-Philippe Oberkampf, fondateur de la manufacture d'indiennes de Jouy-en-Josas, et de sa seconde épouse Élisabeth Massieu, elle appartient à une famille protestante. Mariée en 1812 à Jules Mallet, banquier associé de la banque Mallet et fils de Guillaume Mallet, régent de la Banque de France, elle participe aux activités des associations issues du Réveil, qui contribue à cette époque un renouveau du protestantisme en France. À partir de 1826, elle réunit un comité de femmes dans le but de s'inspirer de l'expérience britannique des Infant schools pour promouvoir la création de l'école maternelle en France, dont elle est une des pionnières. Avec ce comité, elle établit dans Paris des asiles pour enfants  financés par une souscription gérée par la banque de son mari. Démarcheuse tenace et habile négociatrice, elle fait avancer ses projets avec l'appui de la noblesse et de la haute bourgeoisie tant catholique que protestante (le premier comité des salles d'asile réunit 4 femmes protestantes et 8 catholiques).  
Dans son souci de préserver l'autonomie de la maternelle par rapport aux dispositions générales de la loi Guizot sur l'instruction primaire du 28 juin 1833, elle s'oppose à ce dernier. Elle résiste également à l'influence catholique qu'entend promouvoir l'impératrice Eugénie durant le Second Empire.
Elle est la mère de Charles Mallet et la belle-mère du peintre Pierre-Antoine Labouchère.